# Hawker Sea Fury
Hawker Sea Fury je bilo britansko lovsko letalo, izdelano za Kraljevo vojno mornarico v podjetju Hawker Siddeley med drugo svetovno vojno in tik po njej. Letalo je bilo izdelano po predelanih načrtih lovskega letala Hawker Tempest, in je bilo zadnje propelersko letalo v uporabi Britanske kraljeve mornarice ter hkrati eno najhitrejših tovrstnih letal na svetu, ki je lahko doseglo hitrost do 780 km/h. Sea Fury je bilo zadnje propelersko letalo, ki je sestrelilo reaktivno letalo. Prvi prototip je poletel 1. septembra 1944, iz operativne uporabe pa so letalo umaknili leta 1955. Skupno so izdelali približno 860 letal Sea Fury vseh tipov.

## Zgodovina in razvoj
Hawker Fury je bil evolucijski naslednik dveh izjemno uspešnih lovskih letal istega proizvajalca, Hawker Typhoona in Tempesta. Začetki razvoja segajo v leto 1942, ko je Sydney Camm, eden najboljših letalskih konstruktorjev na svetu dobil zahteve Britanskega kraljevega letalstva po zamenjavi lovcev/jurišnikov Tempest. Camm je pri načrtih za novo letalo uporabil načrte za letalo Tempest, ki jih je malce predelal. Tako je pol elipsasta krila Tempesta malce skrajšal in preoblikoval, na trup letala pa jih je pritrdil z zakovicami in vijaki. Tudi trup letala je bil precej podoben tistemu iz Tempesta le, da je pri Furyju uporabil kapljičast pokrov pilotske kabine, ki je bila nameščena višje od tiste pri Tempestu. Tako je imel pilot boljši pregled nad okolico. Ministrstvo je bilo z načrti tako zadovoljno, da je na temelju tega koncepta izdelalo seznam zahtev za leta 1940 - 1949.
Naročenih je bilo šest prototipov konceptnega letala; dva naj bi bila opremljena z motorjem Rolls Royce Griffon, dva z motorjem Centaurus XXII, eden s Centaurus XII, eden pa naj bi bil samo testna platforma. Prvi je 1. septembra 1944 poletel prototipni lovec NX798, opremljen z motorjem Centaurus XII, ki je poganjal štirikraki propeler. Drugi prototip LA610 je poletel 27. novembra 1944, opremljen pa je bil z motorjem Griffon 85, ki je poganjal dva nasproti vrteča trikraka propelerja. V tej fazi razvoja sta se projekta Fury in Sea Fury že zelo približala eden drugemu. Tretji prototip, ki se je dvignil v zrak je bil prototip letala Sea Fury SR661, ki je bil že pripravljen za uporabo na letalonosilkah. Četrti prototip, NX802, je poletel 25. julija 1945 in je bil zadnji, v katerem je bil vgrajen motor Centaurus XV. Po koncu vojne v Evropi je bila pogodba o izdelavi letal Fury prekinjena, RAF pa se je osredotočil na razvoj mornariške različice Sea Fury. Sea Fury LA610 je bil tako na koncu opremljen z motorjem Napier Sabre VII, ki je razvil med 3.400 in 4.000 KM (2.535 do 2.983 kW). Tako je Sea Fury postal najhitrejše propelersko letalo podjetja Hawker, saj je dosegel hitrost okoli 780 km/h.

### Mornariška različica
Leta 1943 so bili prvotni načrti za letalo delno spremenjeni, da bi se zadostilo zahtevam mornarice (N.7/43) za palubno letalo. Za predelavo obstoječih načrtov je bilo zadolženo podjetje Boulton-Paul Aircraft medtem, ko se je Hawker še naprej ukvarjal s konstrukcijo letala za potrebe RAF. Prvi prototip letala Sea Fury, SR661, je poletel 21. februarja 1945, opremljen pa je bil z motorjem Bristol Centaurus XII. Letalo je imelo na repu nameščeno tudi kljuko za zapenjanje kabla na letalonosilkah, ni pa imelo zložljivih kril. Drugi prototip, SR666, ki je poletel 12. oktobra 1945, je bil opremljen z motorjem Centaurus XV, ta pa je poganjal na novo razviti petkraki propeler. Ta prototip je že imel zložljiva krila. Specifikacije dokumenta N.7/43 so bile medtem dopolnjene in so bile zajete v dokumentu N.22/43. Sea Fury je z drugim prototipom zadostil novim pogojem, zato je mornarica naročila izdelavo prvih 200 letal, od katerih naj bi jih 100 izdelali v Boulton-Paulu.
Oba prototipa sta bila še na preizkušanju, ko se je s kapitulacijo Japonske druga svetovna vojna leta 1945 končala. Zaradi konca vojne so britanci opustili projekt Fury in se osredotočili na projekt Sea Fury. Konec vojne je imel za posledico tudi to, da je bilo preklicano naročilo za 100 letal, ki naj bi jih izdelal Boulton-Paul. Hkrati s tem so prototip VB857 premestili iz Boultonove tovarne v tovarno Hawkerja v Kingston. Letalo, ki naj bi bilo zgrajeno na isti način kot prototip SR666, je prvič poletelo 31. januarja 1946. Prvi serijski lovec Sea Fury F.Mark X (Fighter, Mark X) je poletel septembra 1946, zaradi problemov, ki so se pojavili z zaustavno kljuko pri pristajanju pa so serijsko proizvodnjo začasno ustavili. Po odpravi napake so se testiranja nadaljevala spomladi 1947.

## Operativna zgodovina
Predhodnik Sea Furyja, Supermarine Seafire, ni bil nikoli povsem pravo palubno letalo, saj je imel prenizko nameščeno pilotsko kabino in preozko podvozje. Zaradi teh vzrokov je bil pristajanje na letalonosilkah s tem tipom letala izjemno nevarno. Zato je Seafira v uporabi zamenjal novi Sea Fury F X. Nova letala so bila dodeljena v eskadrilje 736, 738, 759 in 778 Fleet Air Arma.
Modelu F.X je sledil model Sea Fury FB.XI, lovsko/bombniška različica, kasneje znana pod imenom FB 11. Ta različica je bila na koncu izdelana v seriji 650 letal. Sea Fury je v uporabi v bojnih enotah ostal do leta 1953, ko sta ga počasi začela nadomeščati Hawker Sea Hawk in Supermarine Attacker.
74 letal Sea Fury FB 11 (in eno FB 10) je bilo v uporabi kanadske kraljeve mornarice (R.C.N.) med letoma 1948 in 1956. Vsa so služila na letalonosilki HMCS Magnificent (CVL 21) v sklopu 871. eskadrilje.

### Korejska vojna
FB 11 je bil v uporabi skozi celotno korejsko vojno, kjer so ga uporabljali na lovsko/bombniških nalogah. Letala so vzletala z letalonosilk britanske kraljeve mornarice HMS Glory, HMS Ocean, HMS Theseus, ter z avstralske letalonosilke HMAS Sydney . 8. avgusta 1952 je britanski pilot poročnik Peter Carmichael »Hoagy« v zračnem dvoboju sestrelil reaktivnega lovca MiG-15, in s tem postal eden redkih pilotov, ki je s propelerskim lovcem sestrelil reaktivnega. Nekateri viri sicer pripisujejo še eno zmago propelerskega lovca, ki naj bi ga pilotiral ameriški pilot, vendar večina virov tega ne omenja. Carmichael je miga sestrelil na eni od nalog, ko je mešano skupino lovcev Sea Fury in Fairey Firefly napadlo osem lovcev MiG-15. V akciji je bil en Firefly močno poškodovan, vsi Sea Furyji pa so bili nepoškodovani.

### Kasnejša uporaba
Letala Sea Fury FB 11 so avgusta 1951 prešla v uporabo enot britanske mornariške prostovoljne rezerve, z njimi pa so opremili eskadrilje 1831, 1832, 1833, 1834, 1835 ter 1836. Zadnja eskadrilja, 1832, je kot zadnja opustila letala avgusta 1955.
Sea Fury F.50 je bil v uporabi v letalstvih Avstralije, Nemčije, Iraka, Egipta, Burme, Pakistana in Kube. Tudi Nizozemsko vojno letalstvo je kupilo 24 letal, nato pa odkupilo tudi licenco za lastno proizvodnjo 24 letal v tovarni Fokker. Kubanska letala so sodelovala tudi v bojih ob izkrcanju v Prašičjem zalivu. Skupno je bilo izdelanih okoli 860 letal Sea Fury vseh tipov.

## Različice
Fury I
Enosedni kopenski lovec, izdelan za Irak. Neuradno imenovan Baghdad Fury, 55 zgrajenih.
Fury Trainer
Dvosedežno trenažno letalo za Iraško letalstvo, 5 izdelanih.
Sea Fury F10
Enosedežni lovec, izdelan za Royal Navy.
Sea Fury FB11
Enosedežni lovec/jurišnik, izdelan za Royal Navy, Royal Australian Navy ter Royal Canadian Navy.
Sea Fury T20
Dvosedežni trenažer, izdelan za Royal Navy.
Sea Fury F50
Enosedežni lovec, izdelan za Nizozemsko kraljevo mornarico.
Sea Fury FB51
Enosedežni lovec/jurišnik za Nizozemsko kraljevo mornarico.
Sea Fury FB60
Enosedežni lovec/jurišnik, izdelan za Pakistan.
Sea Fury T61
Dvosedežni trenažer, izdelan za Pakistan.

## Uporabniki
- Avstralija
- Burma
- Kanada
- Kuba
- Egipt
- Nemčija
- Irak
- Maroko
- Nizozemska
- Pakistan
- Združeno kraljestvo

## Ohranjena letala
Preživelo je veliko letal Sea Fury, kar je posledica dolge proizvodnje tega tipa letala. K temu je pripomoglo tudi dejstvo, da so zadnje Sea Furyje iz operativne uporabe umaknili šele leta 1955. Danes so mnogo teh letal prenovili in posodobili navdušenci nad dirkami z letali, kar nekaj originalnih letal pa je vključenih v razstave po različnih svetovnih muzejih.